# Aitana: Metamorfosis
Aitana: Metamorfosis es una serie documental española que se centra en la vida personal de la cantante, compositora y actriz Aitana. La serie se estrenó el 28 de febrero de 2025 en el servicio de streaming Netflix a nivel mundial.

## Producción
En septiembre de 2024, la propia cantante anunció por sus redes sociales que se encontraba grabando una serie documental para la plataforma Netflix. El proyecto, que trata sobre la vida profesional y personal de Aitana, está dirigido por Chloé Wallace y producido por Komodo Studios. La producción constará de seis episodios en los que se tratará de la trayectoria profesional desde su niñez, pasando por su salto al estrellato durante y después de OT (Operación Triunfo) y su estabilidad como estrella del pop en los últimos años.

## Reparto
- Aitana Ocaña, protagonista.
- Cosme Ocaña, padre de Aitana.
- Belén Morales, madre de Aitana.
- Nuria Andreu, mánager de Aitana.
- Valle, amiga y asistente personal de Aitana.

Invitados
- Mamen Márquez, coach vocal de Aitana.
- Sebastián Yatra, cantante y exnovio de Aitana.
- David Bisbal, cantante y amigo de Aitana que actuó con ella en OT.
- Rosanna Zanetti, actriz y amiga de Aitana.
- Narcís Rebollo, CEO de GTS Management.
- Jesús López, presidente de Universal Music Latin.
- Ibai Llanos, streamer.
- Nicki Nicole, cantante , compañera de y amiga de Aitana.
- Nicole Wallace, actriz y amiga de Aitana.
- Manuel Lara, productor musical.
- Gale, cantante y productora musical.
- Aritz Aranburu, surfista y amigo de Aitana.

## Episodios
| N.º | Título       | Dirigido por  | Escrito por  | Fecha de lanzamiento original |
| --- | ------------ | ------------- | ------------ | ----------------------------- |
| 1   | «Éxito»      | Chloé Wallace | Nerea Crespo | 28 de febrero de 2025         |
| 2   | «Miedo»      | Chloé Wallace | Nerea Crespo | 28 de febrero de 2025         |
| 3   | «Identidad»  | Chloé Wallace | Nerea Crespo | 28 de febrero de 2025         |
| 4   | «Hogar»      | Chloé Wallace | Nerea Crespo | 28 de febrero de 2025         |
| 5   | «Creación»   | Chloé Wallace | Nerea Crespo | 28 de febrero de 2025         |
| 6   | «Perfección» | Chloé Wallace | Nerea Crespo | 28 de febrero de 2025         |

## Lanzamiento
El tráiler de la serie fue lanzado el 31 de enero de 2025, anunciándose que el documental se estrenaría en Netflix el 28 de febrero del mismo año.